# Narcotico
Il termine narcotico deriva dal greco ( ναρκῶ Narkō " rendere insensibile"), termine che si pensa essere stato coniato dal medico romano Galeno. Con esso si indica una sostanza psicoattiva con proprietà analgesiche in grado di provocare paralisi, narcosi o anestesia generale.
Fra gli effetti si riscontrano euforia, analgesia, sonno improvviso e profondo, cambiamenti dell'umore, spasmi, contrazione delle pupille, vomito, nausea.
Galeno avrebbe elencato la radice di mandragora,  semi di Hyosciamus, semi e il succo di papavero (oppio) come esempi principali.
Oggi esistono i tipi naturali, semisintetici e sintetici :
- Naturali, estratti dalle piante: dalla pianta del papavero derivano la morfina e la codeina.
- Semisintetici, meperidina ed eroina.
- Sintetici, fentanil e metadone.

Come definizione legale i narcotici sono stupefacenti cioè sostanze psicoattive incluse nelle tabelle della Convenzione Unica sugli stupefacenti del 1961, naturali o sintetiche. In inglese il termine  «narcotic», soprattutto in ambito legale, è la traduzione di «stupefacente» e viene spesso impropriamente utilizzato per indicare tutte le droghe illecite.
Sono definiti narcotici, meno propriamente, anche farmaci o sostanze che agiscono sul sistema nervoso centrale senza indurre narcosi, come, ad esempio, i simpaticomimetici, gli allucinogeni.

## Caratteristiche
I narcotici sono le sostanze con cui si instaura più velocemente una dipendenza, il cui nome viene associato agli oppiacei e oppioidi. Con questi termini si intende molecole ricavate dal papavero da oppio o affini a principi attivi dell'oppio ( eroina, morfina, metadone, pentazocina, buprenorfina,  ecc.. ). La principale caratteristica di queste sostanze è la forte affinità molecolare con enzimi naturali prodotti dall'organismo umano, le endorfine, che hanno un effetto di regolazione sul sistema nervoso centrale.
I narcotici sono sostanze dotate di proprietà analgesiche, sedative, miorilassanti ed euforizzanti. Agiscono non solo sul cervello ma anche su tutto il sistema nervoso centrale, su ricettori specifici centrali e periferici dei sistemi deputati alla trasmissione del dolore, come sulla emotività e la sfera degli istinti.
Possono indurre forte dipendenza fisica e psichica per la rapidità di assuefazione, cioè per la velocità con cui l'organismo si abitua a queste sostanze, regolandosi su dosi via via maggiori. La dipendenza da queste sostanze può portare al bisogno compulsivo di auto-somministrazione ripetuta della sostanza, per sperimentare nuovamente l'effetto psichico o anche solo per ripristinare una percezione di normalità quando l'organismo soffre a causa della sindrome d'astinenza. L'assuefazione psicofisica comporta reazioni patologiche anche gravi alla sospensione dell'uso della sostanza, dette appunto sindrome o crisi d'astinenza.
La dipendenza fisica, dovuta ai condizionamenti neurobiologici correlati alle endorfine, è difficilmente superabile per semplice iniziativa spontanea del paziente. È più facilmente risolvibile con programmi di intervento farmacologico, efficaci nel coprire gli effetti dell'astinenza. La terapia più comune per "svezzare" dalla dipendenza consiste nel sostituire la morfina con un altro oppiaceo, che abbia minore effetto psicotropo e maggiore effetto somatico, a dosi via via minori. Queste procedure risolvono solo gli effetti organici dell'assuefazione. La dipendenza psichica invece, difficile punto nodale della tossicodipendenza, richiede lenti, complessi, multicausali interventi psicoterapeutici.
Una dose eccessiva di oppiacei può essere letale, a causa del loro effetto depressivo del sistema cardio-circolatorio e sui centri della respirazione. L'overdose da oppiacei può portare a scompenso respiratorio, shock e collasso cardiocircolatorio. Tutti gli oppiacei, benché siano sostanze estremamente pericolose, non sono però tossiche a livello cellulare o tissutale: il danno fisico provocato dall'uso di queste sostanze è collegato alle sostanze da taglio inserite nelle droghe di strada. Perciò a differenza di altre sostanze stupefacenti non provocano danni permanenti all'organismo. Nonostante le numerose controindicazioni, gli oppiacei sono tutt'oggi una classe di farmaci insostituibili in medicina, per via della loro potente funzionalità analgesica.

### Abuso
Un sovradosaggio comporta pesanti conseguenze sull'organismo fino al coma e alla morte.

#### Meccanismo d'azione
Esistono tre tipi di recettori per gli oppioidi: Mu ( recettori μ-oppioidi ), delta e kappa (recettore κ-oppioidi).
Gli oppiacei endogeni ( encefaline, dinorfina, endorfina) non si legano specificamente a nessun particolare recettore degli oppioidi. Il legame del recettore dell'oppioide provoca una cascata che porta all'apertura del canale e all'iperpolarizzazione del neurone. L'iperpolarizzazione può portare all'inibizione neurale post-sinaptica e all'inibizione presinaptica del rilascio di neurotrasmettitori.